# ماري بيير فالكمان
ماري بيير فالكمان (بالفرنسية: Marie-Pierre Walquemanne) وتشتهر باسم مريم أبو الذهب (1952-2017)؛ مستشرقة فرنسية، تخصّصت في دراسة العلاقات السنية الشيعية في باكستان وأفغانستان.

## عنها
ولدت من أسرة كاثوليكية محافظة عام 1952، وقد اعتنقت الإسلام في الثامنة عشر من عمرها. درست العلوم السياسية في معهد الدراسات السياسية في باريس الذي تخرجت منه عام 1972، وعملت كباحثة وأستاذة في معهد اللغات والحضارات الشرقية في باريس، وقد تخصصت في دراسة العلاقات السنية الشيعية في باكستان وأفغانستان. وزارت النجف مرات عدة والتقت هناك بعدد من المراجع الشيعة. ونشطت علي الساحات الدولية بصورة عامة والفرنسية بشكل خاص في تبيان طبيعة العلاقات السنية الشيعية في باكستان وأفغانستان وعلاقتها بصراعات الأقطاب الإقليمية المحيطية بهاتين الدولتين.

## نشاطاتها
زارت النجف مرات عدة بدعوات من مؤسسة الكلمة للحوار والتعاون والتقت مع عدد من الشخصيات الدينية المهمة والشخصيات الأكاديمية والمدنية وساهمت في مشروع كرسي اليونسكو لجامعة الكوفة وحاضرت في كليات الآداب والتربية الاساسية والقانون والسياسة في جامعة الكوفة كما حاضرت في مؤسسة اليتيم الخيرية والمكتبة الأدبية ومؤسسة المرأة العراقية في النجف. وقد أودعت 20٪ من تركتها في مؤسسة للصرف على بعثات طلبة الدراسات العليا الفقراء من باكستان للدراسة في باريس و40٪ لمساعدة ضحايا العنف من نساء باكستان و40٪ على المعاقين الفقراء.